# Meertandig muizenoortje
Het meertandig muizenoortje (Myosotella denticulata) is een slakkensoort uit de familie van de Ellobiidae. De wetenschappelijke naam van de soort is voor het eerst geldig gepubliceerd in 1803 door George Montagu onder de naam Voluta denticulata.

## Afbeeldingen

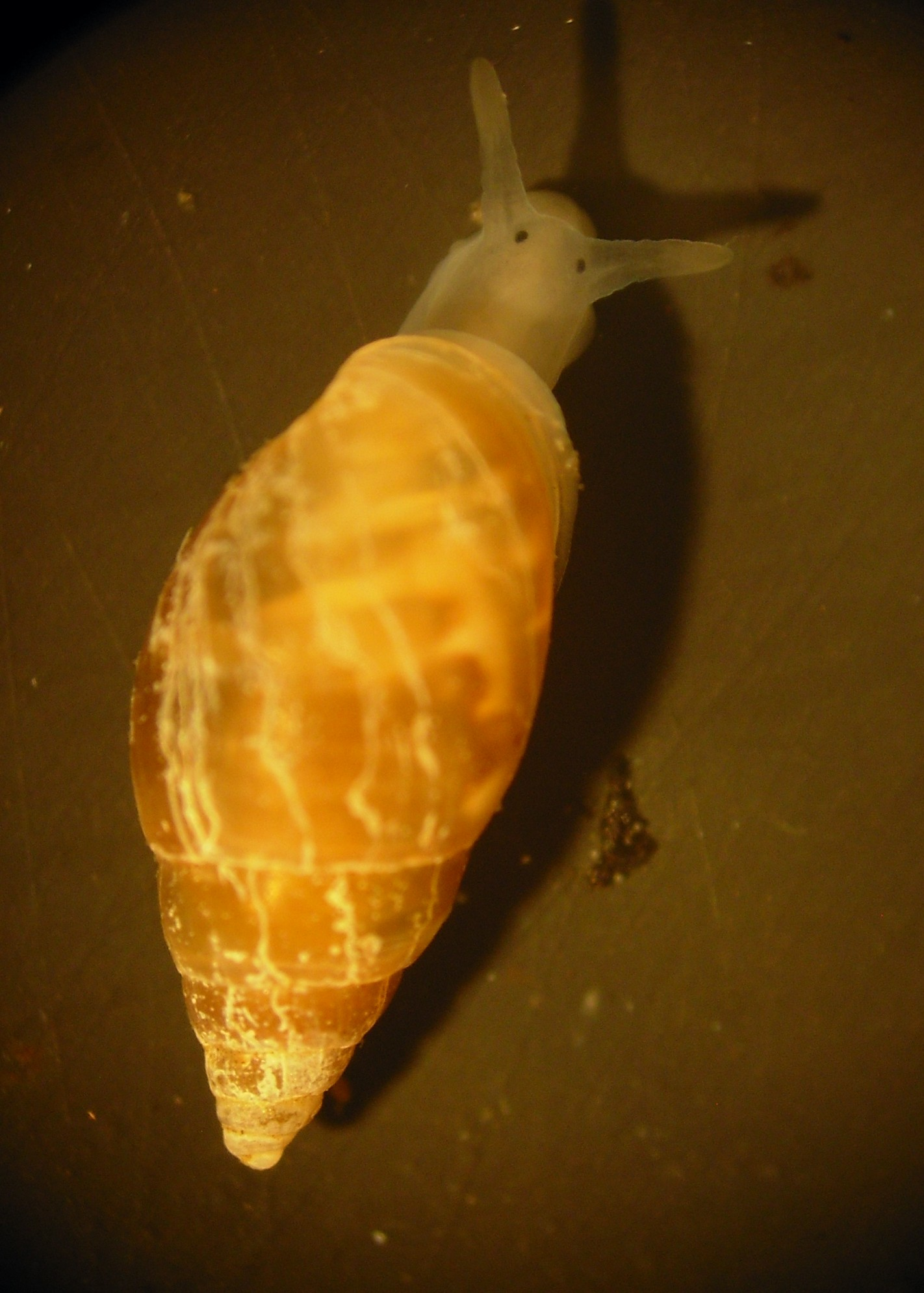

## Beschrijving
Het meertandig muizenoortje is een landlongslak die de nabijheid van zeewater nodig heeft voor de voortplanting omdat daar de eieren in gelegd worden. Het huisje, tot 8 mm groot, komt overeen met dat van het gewone muizenoortje (M. myosotis), maar is slanker. De kleur is lichtbruin, waarbij de topwindingen vaak wat donkerder zijn. Het heeft maximaal 8 vrij vlakke windingen. Er is geen navel zichtbaar en het dier heeft geen operculum.

## Verspreiding
Het meertandig muizenoortje komt voor in Groot-Brittannië, Ierland, de Atlantische kusten van Europa, de Middellandse Zee en de Zwarte Zee. In Nederland slechts van enkele plaatsen bekend, met name in kweldergebieden van het Deltagebied en het Waddengebied bij de Afsluitdijk.